# Adolfo Antônio Nascimento

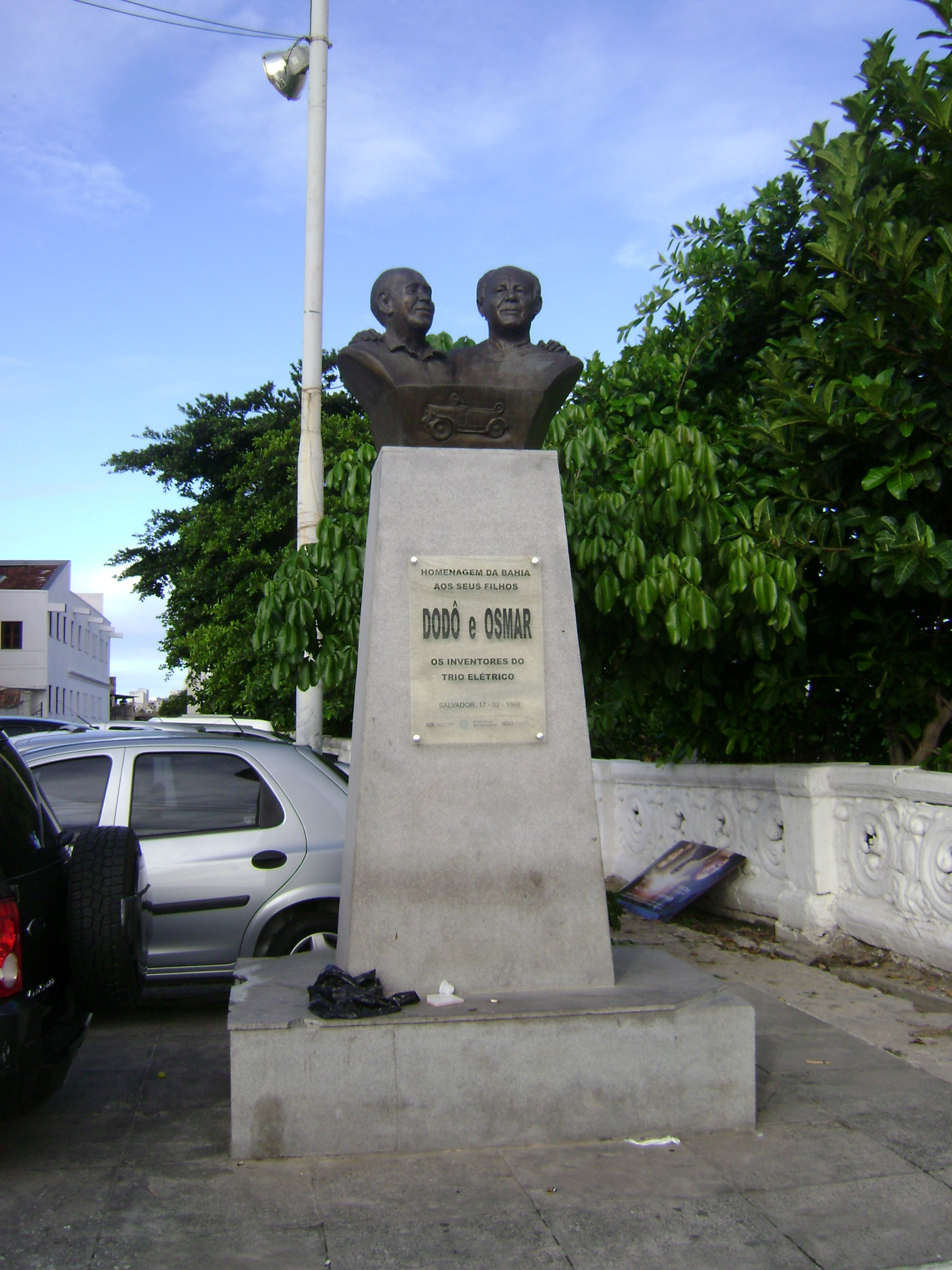
Estátua de Dodô e Osmar em Salvador, na Bahia.

 Adolfo Antônio Nascimento, conhecido como Dodô (Salvador, 28 de julho de 1913 — Salvador, 15 de junho de 1978) foi técnico em eletrônica, artesão, instrumentista e um dos inventores (o outro foi Osmar Macedo) do trio elétrico do carnaval baiano. A eles também é atribuída a invenção da guitarra baiana, inicialmente chamada de pau elétrico.

## A dupla
Adolfo Antônio e Osmar Macedo foram os inventores do trio elétrico do carnaval baiano conheceram-se em um programa de rádio em 1938 e formaram a dupla Dodô & Osmar. 
Os dois estudavam música e eletrônica e pesquisavam uma forma de amplificar o som dos instrumentos de corda. A amplificação aconteceu dez anos depois ecriação do pau elétrico considerado a primeira guitarra elétrica do Brasil, no carnaval de 1950, a dupla saiu em cima de um Ford 1929, tocando em instrumentos adaptados as canções da Academia de Frevo do Recife, que se apresentava na ocasião em Salvador. Em um ano fizeram aperfeiçoamentos e incluíram mais um membro, Temístocles Aragão, formando assim o trio elétrico em 1951. No ano seguinte, uma empresa de refrigerantes percebeu o enorme sucesso do trio e colocou um caminhão decorado à disposição dos músicos, inaugurando o formato consagrado por todos os carnavais até hoje.